# Barbella nitens
Barbella nitens là một loài Rêu trong họ Meteoriaceae. Loài này được (Hook. f. & Wilson) Nog. miêu tả khoa học đầu tiên năm 1985.